# Donata Jancewiczová
Donata Jancewiczová-Wawrzyniaková (* 17. června 1969, Gdaňsk) je bývalá polská atletka, specialistka na skok do výšky. Jejím největším úspěchem je stříbrná medaile ze sedmnáctého mistrovství Evropy v atletice v Budapešti z roku 1998.
V roce 1991 se umístila na halovém mistrovství světa v Seville na šestém místě. Na mistrovství světa 1991 v japonském Tokiu skončila v kvalifikaci. Reprezentovala na letních olympijských hrách v Barceloně 1992, kde se ve finále umístila na desátém místě s výkonem 188 cm. V roce 1996 se zúčastnila prvého ročníku halového mítinku Brněnská laťka, kde výkon 190 cm stačil na druhé místo. Její osobní rekord pod otevřeným nebem má hodnotu 195 cm.

## Domácí tituly
- skok do výšky (hala) - (4x - 1991, 1993, 1995, 1996)
- skok do výšky (venku) - (5x - 1995, 1996, 1998, 1999, 2000)